# Shawn Hernandez
Shawn Hernandez (Houston (Texas), 11 februari 1973) is een Amerikaans professioneel worstelaar van Mexicaanse en Puerto Ricaanse afkomst. Hij is actief in het Total Nonstop Action Wrestling (TNA) onder zijn ringnaam Hernandez.

## In worstelen
- Finishers
  - Border Toss (TNA) / Mega Bomb (independent circuit)
  - Diving splash
  - Inverted sitout side powerslam
  - Scoop lift sitout powerbomb
- Signature moves
  - Biel throw by using a shirt or a flag wrapped around the opponent's neck
  - Big Man Dive (Over the top rope suicide dive)
  - Cobra clutch
  - Crackerjack (Overhead choke suplex)
  - Overhead gutwrench backbreaker drop
  - Delayed vertical suplex
  - Northern lights suplex, sometimes from the top rope
  - Meerdere powerbomb variaties
    - Inverted
    - One shoulder
    - Sitout
    - Spinning

  - Running corner bodypress
  - Running shoulder block
  - Samoan driver
  - Slingshot shoulder block
  - Spinning powerbomb
  - Standing thrust spinebuster
- Managers
  - Konnan[1]
  - JBL[1]
  - Salinas[1]
  - Héctor Guerrero[1]
- Bijnamen
  - "The Texas Sandstorm"
  - "The Tex-Mex T-Rex"
  - "The Mexican Superman"
  - "SuperMex"

## Prestaties
- Extreme Texas Wrestling
  - ETW Texas Title (1 keer)
- Full Effect Wrestling

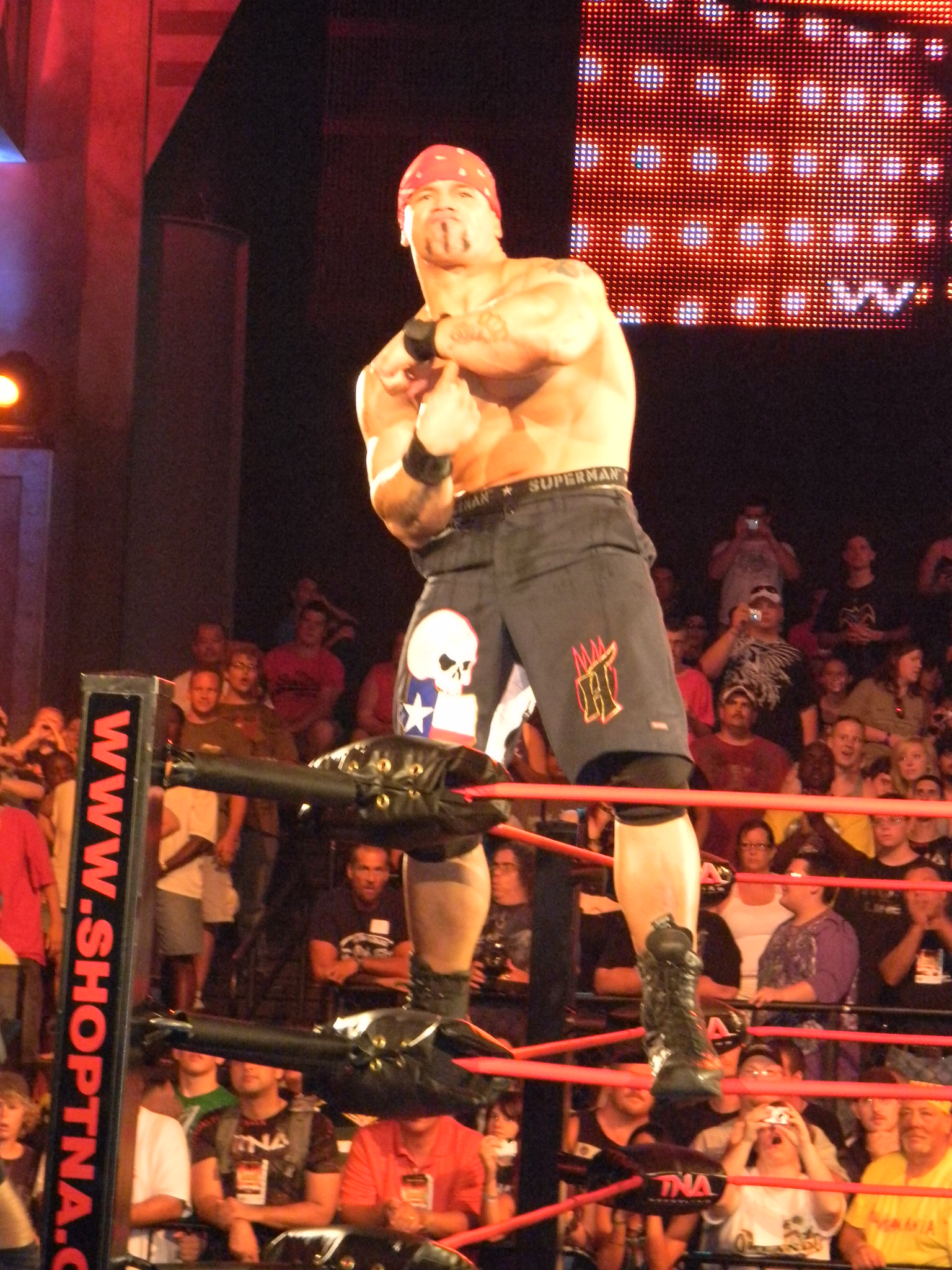
Hernandez in 2010

  - FEW Heavyweight Championship (1 keer)
- International Wrestling Association
  - IWA World Tag Team Championship (1 keer met Homicide)
- Jersey All Pro Wrestling
  - JAPW Tag Team Championship (1 keer met Homicide)
- NWA Florida
  - NWA National Heavyweight Championship (1 keer)
- NWA Southwest
  - NWA Texas Heavyweight Championship (3 keer)
- NWA Wildside
  - NWA North American Heavyweight Championship (1 keer)
  - NWA Wildside Heavyweight Championship (1 keer)
- River City Wrestling
  - RCW Heavyweight Championship (1 keer)
- Texas All Star Wrestling
  - TASW Heavyweight Championship (1 keer)
  - TASW Tag Team Championship (1 keer met Ministuff)
  - TASW Hardcore Championship (1 keer)
- Texas Wrestling Entertainment
  - TWE Heavyweight Championship (1 keer)
- Total Nonstop Action Wrestling
  - NWA World Tag Team Championship (2 keer met Homicide)
  - TNA World Tag Team Championship (5 keer; met Homicide (1x), Matt Morgan (1x), Anarquia(1x) en Chavo Guerrero jr. (2x))
  - Deuces Wild Tournament (2008) – met Homicide
  - Match of the Year award (2006) met Homicide vs. A.J. Styles en Christopher Daniels op No Surrender
- Wrestling Observer Newsletter
  - Best Gimmick (2006) met Homicide als "The Latin American Xchange"
  - Tag Team of the Year (2006) met Homicide als "The Latin American Xchange"
- XCW Wrestling
  - XCW Heavyweight Championship (1 keer)
  - XCW TNT Championship (1 keer)